# Alfred Fuchs (Mediziner)
Alfred Fuchs (* 2. August 1870 in Karolinenthal bei Prag; † 5. Oktober 1927 in Wien) war ein österreichischer Neurologe und Psychiater.
Von besonderer Bedeutung sind seine Untersuchungen über die Zerebrospinalflüssigkeit, die Fuchs-Rosenthalsche Zählkammer und die Messung der Pupillengröße.

## Leben
Alfred Fuchs studierte an den Universitäten Prag und Wien, 1894 promovierte er zum Dr. med. Im Sanatorium Purkersdorf wurde er 1900 Assistent bei Richard von Krafft-Ebing (dessen Werke er nach dem Tod seines Lehrers herausgab) und Julius Wagner-Jauregg. 
1905 habilitierte er sich in Psychiatrie und Neurologie und wurde 1912 Professor. Bis zu seinem Tod war er im Obersteiner Sanatorium in Döbling tätig.

## Schriften
- Therapie der anomalen vita sexualis bei Männern mit specieller Berücksichtigung der Suggestivbehandlung. Mit einem Vorwort v. Prof. v. Krafft-Ebing, Stuttgart 1899
- Die Messung der Pupillengrösse und Zeitbestimmung der Lichtreaktion der Pupillen bei einzelnen Psychosen und Nervenkrankheiten. Eine klinische Studie, Leipzig 1904
- Einführung in das Studium der Nervenkrankheiten, Wien 1911
- Psychopathia Sexualis. Mit besonderer Berücksichtigung der konträren Sexualempfindung. Eine medizinisch-gerichtliche Studie für Ärzte und Juristen, Stuttgart, nach Krafft-Ebings Tod Auflage 13 (1907) bis Auflage 15 (1918)
- Die konträre Sexualempfindung u. a. Anomalien d. Sexuallebens, Stuttgart 1926